# Translatio imperii
La translatio imperii (espressione latina che significa "trasferimento del potere") è un concetto nato nel Medioevo per descrivere la storia come una successione lineare di trasferimenti dell'imperium, che nell'Antica Roma era il supremo potere di comando spettante prima a dittatori, consoli, pretori, magistri equitum e poi, di fatto, solo agli imperatori.
Il concetto entrò nel dibattito storiografico basso medievale al tempo della lotta per le investiture, tra Papato e (Sacro Romano) Impero. Questo trasferimento del potere era avvenuto formalmente nell'800, con l'incoronazione di Carlo Magno a Roma, da parte di papa Leone III a imperatore dei romani, mentre il trono di Costantinopoli, capitale dell'Impero romano d'Oriente, in Occidente era ritenuto vacante dato che governava una donna, Irene, per di più colpevole di aver eliminato suo figlio, il legittimo sovrano Costantino VI.
Questo trasferimento della sede del potere imperiale da Oriente ad Occidente nell'800 nel dibattito medievale tendeva anche a legittimare le aspirazioni teocratiche del Papato, in quanto sembrava dimostrare che era il Papa ad avere il potere di conferire il titolo di Imperatore dei Romani.
Questa idea compare per la prima volta nella Vita di Willehad, primo metropolita di Amburgo, mezzo secolo dopo l'incoronazione.
Importanti precedenti del principio sono rintracciabili già nell'antichità classica; Erodoto (I, 95 e 130) aveva elaborato una lista di imperi in successione: gli Assiri, che avevano dominato 520 anni, poi i Medi per 128 anni e infine la dinastia achemenide (cioè i Persiani), l'impero dominante ai tempi di Erodoto. La lista di Erodoto confonde gli Assiri con i Babilonesi (i primi ai suoi tempi erano scomparsi, mentre Babilonia era un centro ancora vitale) e i Medi con l'Impero caldeo (o "neo-babilonese").
Con l'avvento dell'Impero macedone, la sequenza si allarga, come risulta anche dal Libro di Daniele. Il "sogno della statua" (Dn, 2) descrive una statua dalla testa d'oro (Assiria-Babilonia), il petto d'argento (Media), il ventre di bronzo (Persia), le gambe di ferro (Macedonia) e i piedi di argilla. Il "sogno degli animali" (Dn, 7) raffigura l'Assiria-Babilonia come un leone alato, la Media come un orso, la Persia come un leopardo e la Macedonia come un animale con dieci corna.